# SN 2006rl
SN 2006rl – supernowa typu Ia odkryta 7 listopada 2006 roku w galaktyce A230212-1501. Jej maksymalna jasność wynosiła 19,82m.